# Experiment de Millikan
L'experiment de Millikan  o  experiment de la gota d'oli  és un important experiment que permet determinar la càrrega elèctrica de l'electró. Rep el seu nom pel físic estatunidenc Robert Andrews Millikan, qui el va realitzar per primer cop juntament amb Harvey Fletcher el 1909. Millikan el va perfeccionar el 1913 i va rebre el premi Premi Nobel de Física del 1923.

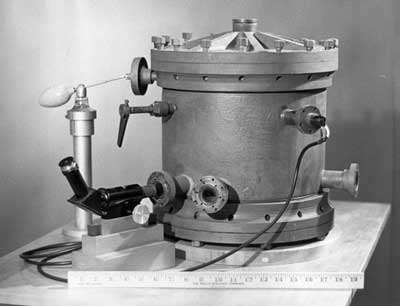
Fotografia de l'aparell de Millikan. S'observa el recipient que contenia oli de motor per a mantenir les cambres interiors a temperatura constant. A la part superior esquerra hi ha l'atomitzador, a la part inferior esquerra el telescopi d'observació, també es veuen les 3 finestres i el conductor elèctric, provinent d'una bateria, que entra per la part superior.

L'experiment consistí essencialment a fer caure gotetes d'oli, mitjançant un polvoritzador, en el si d'un camp elèctric. Algunes de les gotetes es carregaven elèctricament per efecte d'una radiació de raigs X i, donant al camp elèctric un valor apropiat, era possible d'equilibrar-ne la caiguda. Mesurant la intensitat del camp elèctric necessari per a contrarestar la força de la gravetat, el pes de la goteta, i coneixent la massa de les gotetes (que pot calcular-se mesurant llurs velocitats de caiguda lliure en l'aire), Millikan observà que els valors de les càrregues elèctriques de les gotetes eren sempre múltiples enters d'una quantitat fixa, que és la càrrega elemental. El valor obtingut fou e = 1,592 4(17)×10−19 C, només un 0,62% inferior al valor acceptat actualment e = 1,602 176 565 (35)×10−19 C.

## Antecedents
El 1896, el físic britànic Joseph John Thomson (1856-1940) dugué a terme una sèrie d'experiments que indicaren que els raigs catòdics eren realment partícules úniques i no pas ones, àtoms o molècules, tal com es creia anteriorment. Thomson realitzà bones estimacions tant de la càrrega de l'electró com de la seva massa, i trobà que les partícules dels raigs catòdics –les quals anomenava «corpuscles»– tenien potser una mil·lèsima part de la massa de l'ió menys massiu conegut, l'ió hidrogen. Mostrà que la seva proporció càrrega/massa era independent del material del càtode.

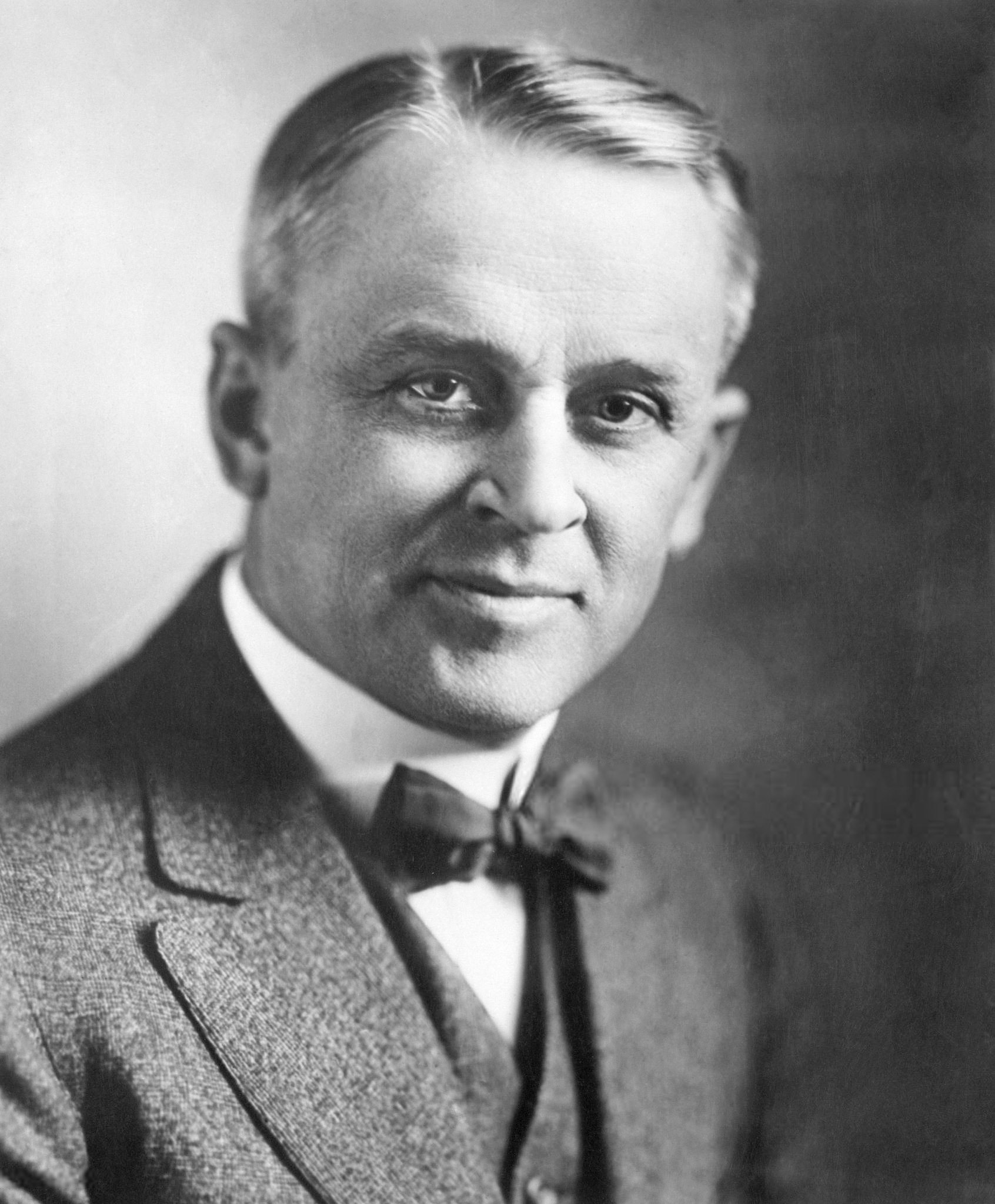
Robert Andrews Millikan (1923).

Una vegada determinada la relació càrrega/massa el problema a resoldre era evident, determinar per separat la massa i la càrrega de l'electró. La primera determinació de la càrrega de l'electró es deu al físic anglès John Sealy Edward Townsend (1868-1957), alumne de J.J. Thomson, que publicà el seu resultat el 1897. El seu experiment consistí a mesurar dues quantitats: La càrrega total d'un nigul de vapor d'aigua format per expansió d'un gas ionitzat; i el nombre de gotes del nigul. La hipòtesi en què es basà fou suposar que cada gota s'havia condensat sobre un únic ió. Així resultava que dividint la càrrega total pel nombre de gotes (igual al nombre d'ions) donaria el valor de la càrrega d'un d'ells. El valor obtingut per Townsend difereix en un factor 2 del valor acceptat actualment.
Aquest mètode fou modificat pel mateix J.J. Thomson i pel físic anglès Harold Albert Wilson (1874–1964). Wilson afegí plaques a sota i a sobre el nigul de manera que podia carregar-les elèctricament i produir un camp elèctric uniforme vertical en l'espai ocupat pel nigul. La velocitat de caiguda del núvol la mesurà amb el camp elèctric i sense, i pogué calcular el valor de la càrrega a partir de l'equació de la força suposant la validesa de la llei de Stokes.
El físic estatunidenc Robert A. Millikan s'interessà en el problema de la determinació de la càrrega de l'electró durant una estada d'un any a Europa el 1895. L'octubre assistí a Berlín a una sèrie de lliçons sobre física teòrica impartides per Max Planck (1858-1947) en relació als raigs catòdics. De tornada als Estats Units passà a treballar d'assistent d'Albert Abraham Michelson (1852-1931) a la Universitat de Chicago. El següent any J.J. Thomson determinà la naturalesa corpuscular dels raigs catòdics. El 1906 Millikan decidí millorar el mètode de Wilson emprant unes bateries més potents, de 1600-3000 V, per produir un camp elèctric més intens entre plaques separades 5 mm. Treballant amb el seu alumne de doctorat Louis Begeman (1865-1958) obtingueren valors més precisos (Begeman obtingué el valor 1,557·10-19 C a la seva tesi doctoral).

## L'experiment

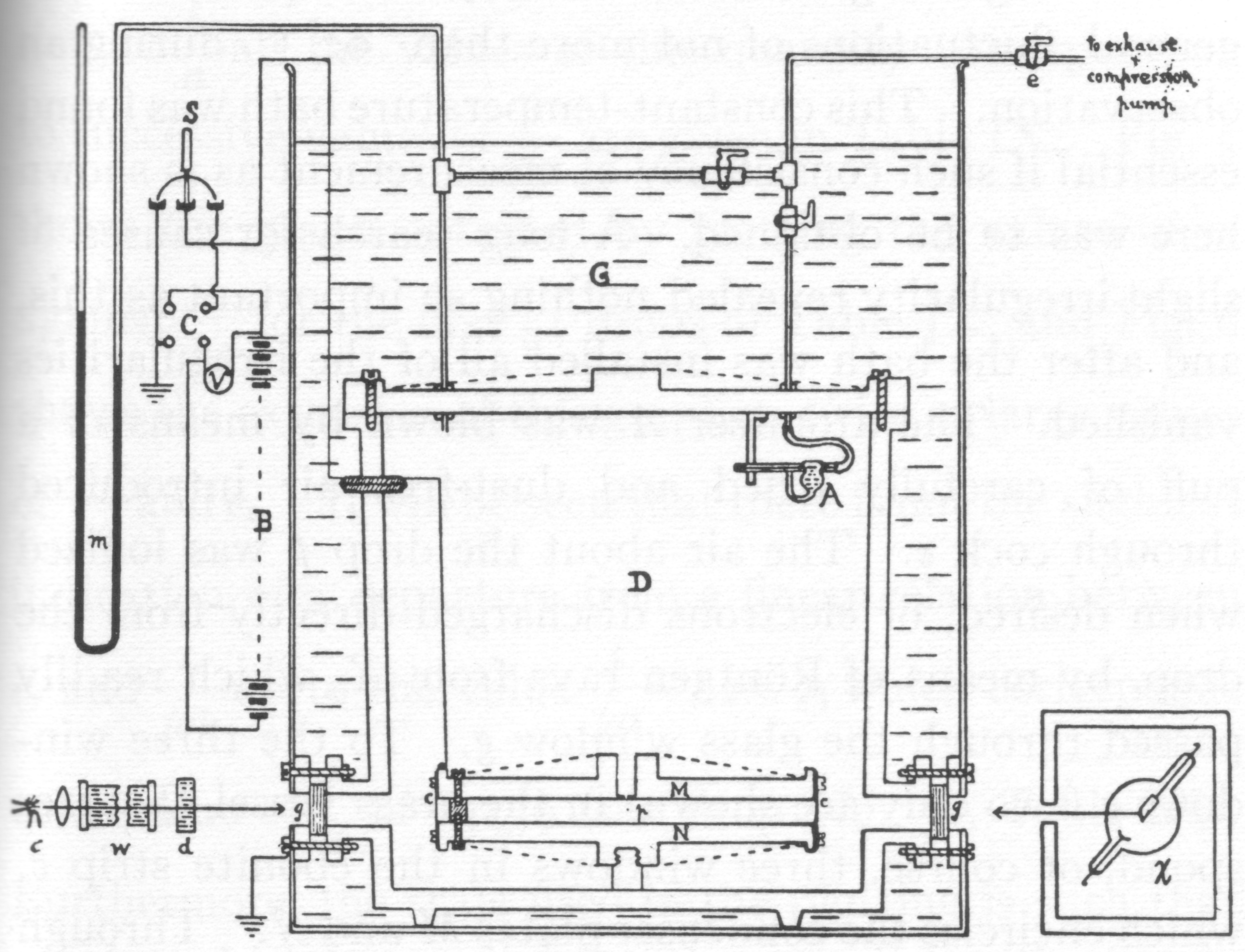
Esquema de l'aparell. A representa l'atomitzador, B la bateria elèctrica, C interruptors, D és la cambra d'atomització, G és el recipient amb oli de motor, M i N són les plaques del condensador entre les quals es crea el camp elèctric, X és la font de raigs X, g són dues finestres, m és un manòmetre, a és el telescopi i w i d són aigua i una dissolució de clorur de coure (II) per absorbir els raigs X a la sortida.

El 1909 Harvey Fletcher (1884-1981) inicià el seu doctorat amb Millikan, el qual li proposà preparar l'experiment per a la determinació de la càrrega de l'electró com a treball de la seva tesi doctoral. Observant que les gotes d'aigua s'evaporaven en menys de dos segons, Fletcher proposà la utilització d'una altra substància com mercuri, oli o altres. Millikan no hi estava d'acord però acceptà perquè era la tesi doctoral de Fletcher. A partir d'aquest moment Fletcher dissenyà una nova cambra per a realitzar les mesures amb gotetes d'oli lleuger, del tipus emprat per a la lubrificació de rellotges.
Una vegada acabat l'experiment, Fletcher redactà l'article que havien de signar Millikan i ell. Però Millikan volgué signar-lo com a únic autor, encara que citant Fletcher com a col·laborador. Les normes de la Universitat de Chicago impedien que articles signats per més d'un autor formassin part de la tesi doctoral d'un d'ells. D'aquesta manera Fletcher hagué de canviar de tesis i presentà un treball sobre el moviment brownià, mentre que Millikan es quedà amb l'autoria de l'experiment de la goteta d'oli.

### L'aparell

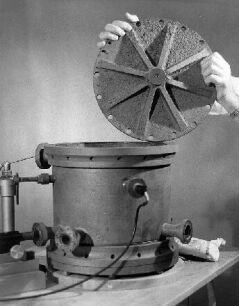
Aparell obert.

L'aparell constava de tres cambres. La més externa contenia les altres dues i estava plena de 40 l d'oli de motor per a mantenir la temperatura constant dintre les altres dues, amb fluctuacions de només 0,02 °C. La més interna constava de dues plaques de llautó circulars de 22 cm de diàmetre situades horitzontalment una damunt de l'altra i separades 1,6 cm. La superior tenia un petit forat al centre, i es carregava positivament (+); la inferior no tenia forat i es carregava negativament (–). Entre aquestes plaques s'hi podia crear un camp elèctric uniforme, dirigit cap avall o cap amunt, d'intensitat entre 3000 i 8000 V/cm (300 000 - 800 000 N/C). Les plaques quedaven separades mitjançant tres petites peces d'ebonita i tot l'espai tancat amb una cinta d'ebonita, aïllant la cambra entre les plaques de l'exterior. En aquesta franja d'ebonita hi havia tres finestres de vidre, quadrades, d'1,5 cm de costat, situades a 0°, 165º i 180°. Un feix de llum estret, produït per una làmpada d'arc, entrava a través de la primera finestra i emergia a través de la darrera. L'altra finestra a 165º servia per observar, amb l'ajuda d'un curt telescopi situat a 61 cm, l'interior de la cambra.
Un atomitzador, com els emprats en els flascons de perfums, produïa petites gotetes d'oli a la part superior d'una altra cambra que contenia la cambra descrita. Les gotetes queien per efecte del camp gravitatori i, alguna d'elles, passava pel petit forat d'agulla de la placa superior. En observar-se l'entrada d'una goteta es tancava el forat per evitar corrents d'aire. La goteta seguia, ara dintre la cambra, el seu camí de caiguda cap a terra. Una font de radiació, raigs X o radi (emissor de raigs β i γ), entrant per la mateixa finestra per on entrava la llum, permetia ionitzar les molècules de l'aire (nitrogen o oxigen), i els ions, cations o electrons, eren absorbits per la goteta d'oli.

Esquema del dispositiu emprat a l'experiment de Millikan.

### La tècnica emprada
La caiguda de les gotetes d'oli dintre de l'aire ve donada per la llei de Stokes, això és la velocitat de caiguda, {\textstyle v_{c}}, es veu condicionada per la viscositat del medi, {\textstyle \eta }, en aquest cas aire. Aquesta velocitat es pot determinar dividint l'espai recorregut, {\textstyle d}, entre el temps de caiguda, {\textstyle t_{c}}.
Quan s'ionitza l'aire les gotetes absorbeixen electrons. En absència de camp elèctric segueixen caient a la mateixa velocitat, ja que les masses dels electrons són molt petites. Activant el camp elèctric entre les plaques es pot aturar la caiguda d'una goteta, igualant-se en aquest cas la força de la gravetat i la força elestrostàtica, o, si s'augmenta més la intensitat del camp elèctric hom pot fer-les pujar que, per efecte un altre cop de la llei de Stokes, és un moviment a velocitat constant. La mateixa goteta es pot fer pujar i baixar fins que xoca contra una de les plaques, i així es poden realitzar una sèrie de mesures amb la mateixa goteta.
Un dels aspectes més destacats de la recerca de Millikan és que les gotetes quedaven carregades amb un nombre indeterminat d'electrons que no podia calcular. Amb les seves mesures anava obtenint valors de càrregues elèctriques diferents, {\textstyle q}. Millikan interpretà correctament que la càrrega elemental, {\textstyle e}, era la càrrega elèctrica de l'electró, i que havia de ser el màxim comú divisor de totes les càrregues calculades, és a dir {\textstyle q=ne}.

### Càlculs amb les gotetes

Un cos que compleix la llei de Stokes es veu sotmès a dues forces, la gravitatòria i la de fregament. En el moment que ambdues s'igualen, la seva acceleració es torna nul·la i la seva velocitat constant.

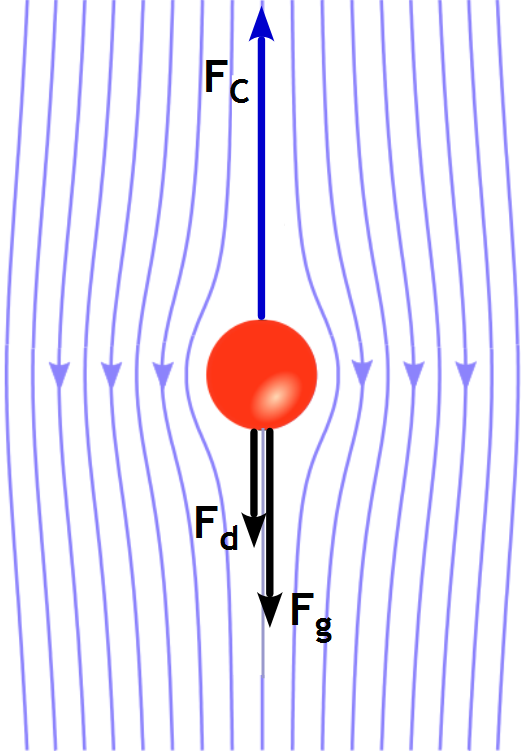
Forces que intervenen quan la goteta d'oli puja per efecte del camp elèctric.

Millikan aplicà la llei de Stokes per a relacionar la velocitat de caiguda, {\textstyle v_{c}}, de les gotetes d'oli amb la seva càrrega elèctrica {\displaystyle q}. George Gabriel Stokes (1819-1903) determinà la força de fricció, {\textstyle F_{d}}, de cossos esfèrics que cauen dintre d'un medi viscós amb la velocitat del moviment, {\displaystyle v}, és una força que s'oposa al moviment i que creix a mesura que creix la velocitat, les dimensions del cos i la viscositat del medi. L'equació és:
{\displaystyle F_{d}=6\pi a\eta v}on:
- {\displaystyle a} és el radi de l'esfera que cau.
- {\displaystyle \eta } és la viscositat del medi

Millikan va fer una correcció d'aquesta equació perquè les seves gotes eren molt petites i la seva fricció menor que la donada per aquesta llei, ja que durant una fracció de temps les gotetes, per les seves petites dimensions, cauen dins el buit. L'equació de Stokes és correcta per a esferes majors de 0,1 cm. La correcció de Millikan és:

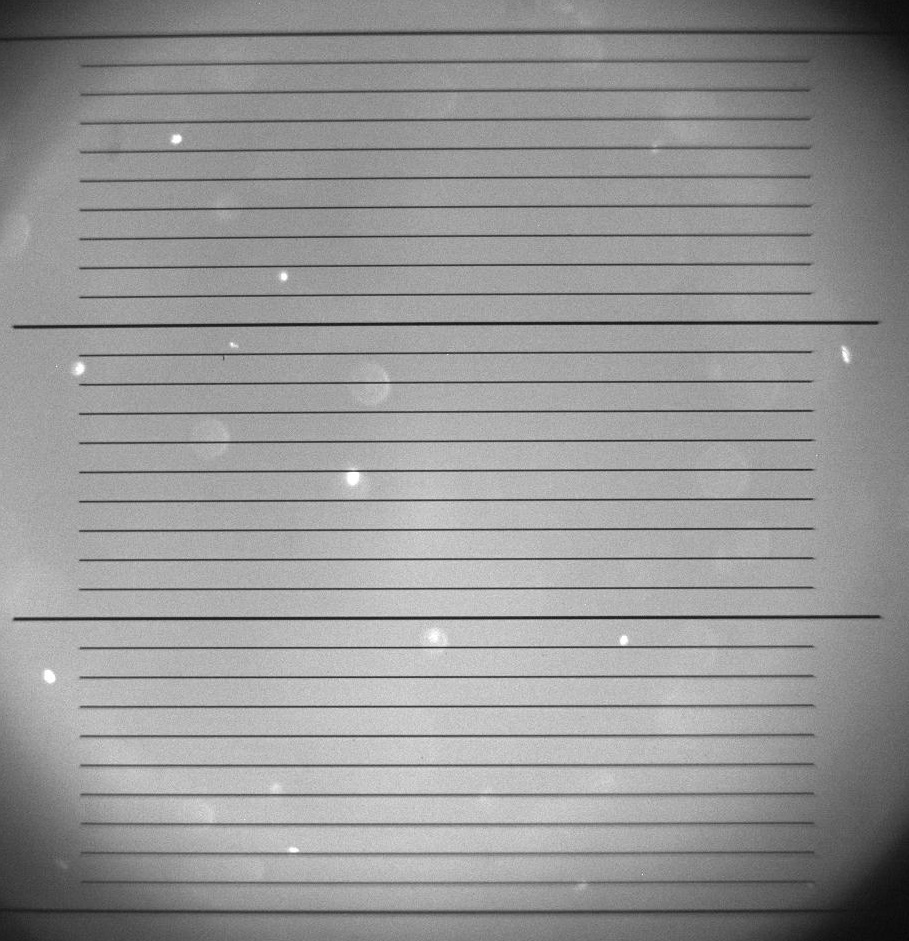
Gotetes d'oli observades amb el telescopi.

{\displaystyle F_{d}={\frac {6\pi a\eta v}{1+\alpha (L/a)}}={\frac {6\pi a\eta }{1+\alpha (L/a)}}v=bv}
on {\displaystyle \alpha =0,817} i {\textstyle L} és el camí mitjà recorregut per les gotetes.
En el cas d'absència de camp elèctric la goteta cau per efecte del camp gravitatori terrestre que l'accelera cap a terra, i és frenada per efecte de la força de fregament de Stokes, {\textstyle F_{d}}. Com que la força de Stokes és proporcional a la velocitat, {\textstyle F_{d}=bv}, augmenta fins a igualar la força de la gravetat, {\textstyle F_{g}=mg}, i l'esfera accelera fins que assoleix una velocitat constant de caiguda, {\textstyle v_{c}}:
{\displaystyle bv_{c}=mg}
Si s'activa el camp elèctric, {\textstyle E}, per fer pujar la goteta a velocitat constant, {\textstyle v_{p}}, es compleix que la força que la fa pujar, la força de Coulomb, {\textstyle F_{C}=qE}, és igual a la suma de les forces que s'oposen a fer que pugi, això és, la força de la gravetat o pes, {\textstyle F_{g}=mg} i la força de fricció de Stokes, {\textstyle F_{d}=bv_{p}}:
{\displaystyle qE=mg+bv_{p}}
i la goteta puja a la velocitat, {\textstyle v_{p}}:
{\displaystyle v_{p}={\frac {qE-mg}{b}}}
Aïllant la constant {\textstyle b} de la primera equació i substituint a la darrera queda:
{\displaystyle v_{p}={\frac {qE-mg}{mg/v_{c}}}}
Aïllant la càrrega elèctrica de la goteta, {\displaystyle q}, i posant-la en funció dels temps de caiguda, {\displaystyle t_{c}}, i del de pujada, {\displaystyle t_{p}}:
{\displaystyle q={\frac {mg}{E}}{\frac {v_{c}+v_{p}}{v_{c}}}={\frac {mgt_{c}}{E}}\left({\frac {1}{t_{c}}}+{\frac {1}{t_{p}}}\right)}
En el cas de la caiguda sense camp elèctric, i sense considerar la correcció de la llei de Stokes feta per Millikan per simplificar aquesta demostració, es poden deduir la massa de la goteta, {\displaystyle m}, i el seu radi, {\textstyle a}, a partir de la velocitat de caiguda {\textstyle v_{c}=d/t_{c}}, que s'obté a partir de l'espai recorregut, {\textstyle d}, i el temps emprat, {\textstyle t_{c}}:
{\displaystyle 6\pi a\eta v_{c}=mg\quad \longrightarrow \quad m={\frac {6\pi a\eta v_{c}}{g}}}
La massa de la goteta, {\textstyle m}, també es pot relacionar amb la densitat de l'oli, {\displaystyle \rho }, el seu volum, {\displaystyle V}, el d'una esfera, i el radi, {\textstyle a}:
{\displaystyle m=\rho V=\rho {\frac {4}{3}}\pi a^{3}}
Igualant les dues expressions de la massa es pot aïllar el radi, {\textstyle a}, i deixar-lo en funció de paràmetres coneguts, que permeten calcular-lo:
{\displaystyle \rho {\frac {4}{3}}\pi a^{3}={\frac {6\pi a\eta v_{c}}{g}}\quad \longrightarrow \quad a={\sqrt {\frac {18\eta v_{c}}{4g\rho }}}={\sqrt {\frac {9\eta v_{c}}{2g\rho }}}}
Per a calcular la massa, {\textstyle m}, hom pot substituir aquesta expressió del radi en l'expressió que relaciona massa, densitat i volum, i queda com:
{\displaystyle m=\rho {\frac {4}{3}}\pi \left({\frac {9\eta v_{c}}{2g\rho }}\right)^{\frac {3}{2}}={\frac {4}{3}}\pi \left({\frac {9\eta v_{c}}{2g}}\right)^{\frac {3}{2}}\left({\frac {1}{\rho }}\right)^{\frac {1}{2}}}Substituint ara a la fórmula de la càrrega, {\textstyle q}, queda:
{\displaystyle q={\frac {mg}{E}}{\frac {v_{c}+v_{p}}{v_{c}}}={\frac {4}{3}}\pi \left({\frac {9\eta v_{c}}{2g}}\right)^{\frac {3}{2}}\left({\frac {1}{\rho }}\right)^{\frac {1}{2}}{\frac {g}{E}}{\frac {v_{c}+v_{p}}{v_{c}}}}I simplificant s'obté la fórmula que dona la càrrega en funció de valors coneguts que es poden mesurar a l'experiment:
{\displaystyle q={\frac {4}{3}}\pi \left({\frac {9\eta }{2}}\right)^{\frac {3}{2}}\left({\frac {1}{g\rho }}\right)^{\frac {1}{2}}{\frac {\left(v_{c}+v_{p}\right)v_{c}^{1/2}}{E}}}
Alguns dels valors de l'experiment de Millikan eren: viscositat de l'aire {\textstyle \eta =1,83\times 10^{-5}\;kg/m\cdot s}; densitat de l'oli {\textstyle \rho =858\;kg/m^{3}}; espai recorregut en caiguda lliure {\textstyle d=0,600\;cm}; temps de caiguda {\textstyle t_{c}=21\;s}. Aplicant les fórmules anteriors donen una valors per a la massa i el radi de les gotetes: {\textstyle m=1,67\times 10^{-14}\;kg} i {\displaystyle a=1,67\times 10^{-6}\;m=1,67\;\mu m}.

### El valor de la càrrega elementale
A l'expressió de la càrrega Millikan també introduí la consideració que la goteta d'oli està dintre d'un fluid, l'aire, per la qual cosa experimenta un empenyiment per amunt degut al principi d'Arquimedes, la qual cosa obliga a considerar el pes aparent:
{\displaystyle mg-\rho _{aire}Vg=\rho Vg-\rho _{aire}Vg=\left(\rho -\rho _{aire}\right)Vg}
Així s'obté la fórmula donada per Millikan, substituint la densitat {\textstyle \rho } de l'oli per {\textstyle \rho -\rho _{aire}}:
{\displaystyle q={\frac {4}{3}}\pi \left({\frac {9\eta }{2}}\right)^{\frac {3}{2}}\left({\frac {1}{g(\rho -\rho _{aire})}}\right)^{\frac {1}{2}}{\frac {\left(v_{c}+v_{p}\right)v_{c}^{1/2}}{E}}}
El valor obtingut en els experiments inicials realitzats per Millikan i Fletcher el 1911 fou e = 4,891×10–10 Fr = 1,631×10–19 C, que equival a una diferència d'un 4,8% del valor acceptat actualment. Amb les millores introduïdes per Millikan posteriorment aconseguí, el 1913, un valor de e = 4,774 ± 0,009×10–10 Fr = 1,592 ± 0,003×10–19 C, només un 0,62% inferior al valor acceptat actualment e = 1,602 176 565 (35)×10−19 C.

## Repercussions

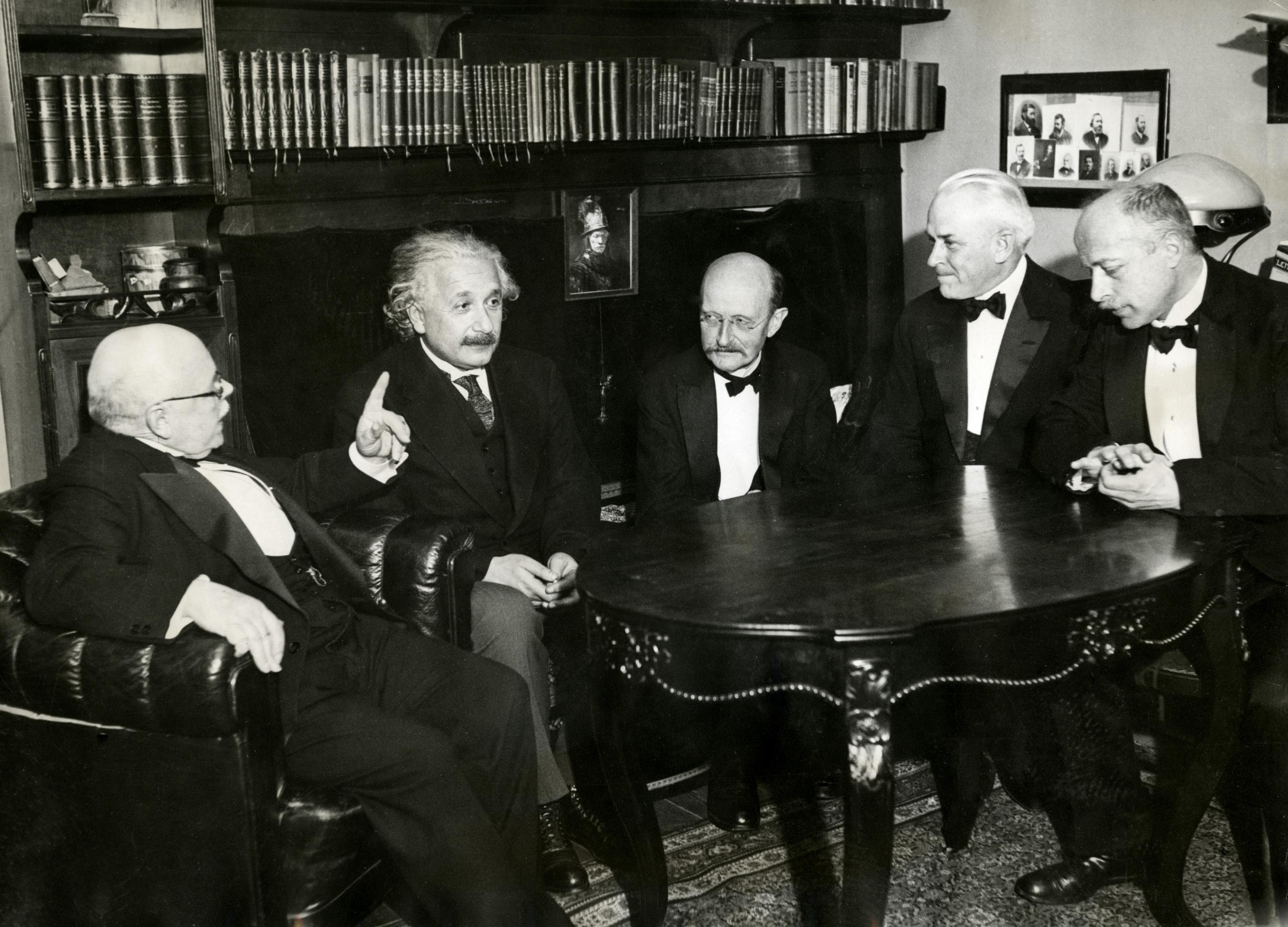
Començant per l'esquerra: W.H. Nernst, A. Einstein, M. Planck, R.A. Millikan i M. von Laue el 1931.

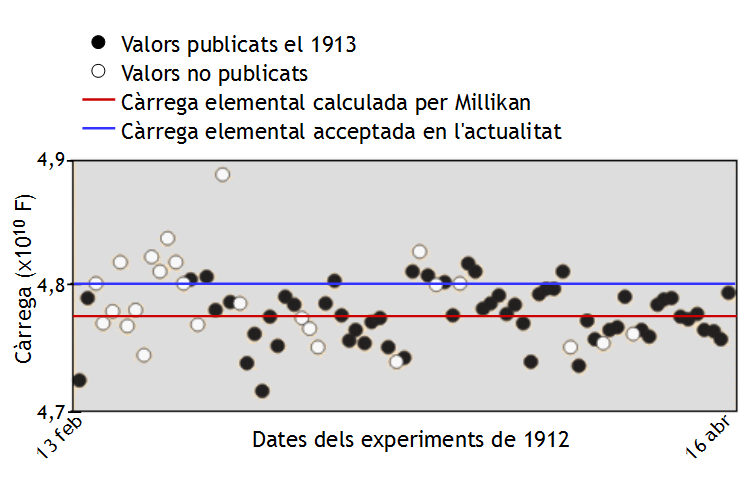
Dades experimentals de Millikan del 1912. Valors publicats el 1913 i valors descartats.

La primavera del 1910 s'inicià l'anomenada «La batalla per l'electró» entre Millikan i un físic de la Universitat de Viena, Felix Ehrenhaft (1879 – 1952). El mateix any Ehrenhaft havia publicat unes mesures sobre la càrrega elemental realitzades amb un experiment semblant al de Millikan, però emprant partícules metàl·liques, i anunciant l'existència de tota una distribució de càrregues menors que la de l'electró. Durant els següents anys, ells i els seus alumnes seguiren publicant articles on indicaven l'existència de càrregues més petites que la de l'electró, que anomenaren subelectrons. Això provocà que fos una qüestió que estava a l'ordre del dia d'alguns dels físics més importants d'aquell moment (Max Planck, Jean Perrin, Albert Einstein, Arnold Sommerfeld, Max Born i Erwin Schrödinger). Per reforçar els seus resultats, Millikan millorà l'experiment i realitzà noves mesures més precises que confirmaven que la càrrega de l'electró era la càrrega elemental, publicant un nou article el 1913 on també calculava la constant d'Avogadro. El 1916 publicà un extens article on detallava una sèrie d'errors en el procediment experimental emprat per Ehrenhaft. La comunitat científica es posà majoritàriament de part de Millikan (E. Warburg, H. Rubens, W. Wien, J. Perrin, i A. Einstein ja ho havien fet a la Conferència Solvay de 1911) i fou nominat regularment per a premi Nobel de física des de l'any 1916 fins que li fou concedit el 1923 pels seus treballs sobre la determinació de la càrrega elèctrica elemental i sobre l'efecte fotoelèctric.
A partir dels quaderns de laboratori de Millikan s'ha descobert que, malgrat indicar en el seu article de 1913 que hi figuraven totes les gotes que havia estudiat durant les 9 setmanes que durà l'experiment (13 de febrer a 16 d'abril de 1912), 58 en total, les gotes que mesurà foren unes 100. Millikan no inclogué les dades de 25 gotes perquè avortà l'experiment abans d'acabar-lo i no completà la recollida de dades, d'altres 17 no les emprà perquè considerà que hi havia hagut errors en la seva mesura: gotes massa grosses, bloqueig del manòmetre amb una bombolla d'aire, interferències en els corrents de convecció, errors del cronòmetre o funcionament defectuós de l'atomitzador. Per contra Ehrenhaft, seguint el mètode científic més ortodox, presentà tots els seus resultats i no se'n podia deduir que la càrrega de l'electró fos la més petita de la natura. L'estudi dels quaderns de laboratori de Millikan feren que se l'acusés, ja a finals del segle xx, d'haver manipulat les dades. Tanmateix, una anàlisi exhaustiva de les dades no publicades indiquen que en cap cas Millikan hauria descartat dades amb la intenció de manipular els resultats. Moltes de les dades no publicades, si les hagués emprat, donarien el mateix resultat que les publicades.